# Sybillina aenigmatica
Sybillina aenigmatica är en getingart som beskrevs av John Obadiah Westwood 1868. Sybillina aenigmatica ingår i släktet Sybillina och familjen getingar. Inga underarter finns listade i Catalogue of Life.